# Chronologie van Shakespeares toneelstukken
Dit artikel presenteert een mogelijke chronologie van Shakespeares toneelstukken. Vooral over de ontstaansdatum van deze stukken, dus over de vraag wanneer Shakespeare ze schreef, bestaat geen algemene consensus. Verder is er soms ook onduidelijkheid met betrekking tot de vroegste opvoeringen, de bronnen waar Shakespeare gebruik van maakte en de vraag of er eventueel nog andere auteurs aan de tekst hebben meegewerkt. De voorgestelde ordening van The Riverside Shakespeare second edition uit 1997 wordt daarom in de kolom 'Aantekeningen' zo nodig verduidelijkt met bronnen waar de verschillende onderzoekers zich op baseren.
| Titel                       | Ontstaansdatum                | Aantekeningen |
| --------------------------- | ----------------------------- | --- |
| Henry VI part 1             | 1589-1590 (revisie 1594-1595) | Opgevoerd op 3 maart 1592. Het stuk werd opgenomen in het Stationers' Register op 25 februari 1598. Publicatie in First Folio in 1623. Shakespeares voornaamste bron voor de trilogie over Henry VI was Edward Halls Union of the Two Noble and Illustre Families of Lancaster and York (1548). |
| Henry VI part 2             | 1590-1591                     | Er bestaat een 'bad quarto' van, gepubliceerd in 1594, met de titel The First part of the Contention betwixt the two famous Houses of Yorke and Lancaster. Het stuk dat werd opgenomen in de First Folio (1623) zou al zijn opgevoerd omstreeks 1590-1591. |
| Henry VI part 3             | 1590-1591                     | Een bad quarto, The True Tragedy of Richard Duke of York (van dezelfde uitgever als de bad quarto van Part 2), werd in 1595 gepubliceerd. In 1623 werd het stuk opgenomen in de First Folio, maar het werd net als Part 2 waarschijnlijk al omstreeks 1590-1591 opgevoerd. Voornaamste bronnen die Shakespeare gebruikte: Edward Halls Union of the Two Noble and Illustre Families of Lancaster and York (1548), Holinshed's Chronicles (1587, 2nd ed.) |
| Richard III                 | 1592-1593                     | Een bad quarto werd in het Stationers' Register ingeschreven op 20 oktober 1597, en gepubliceerd in hetzelfde jaar. De tekst uit de First Folio van 1623 was uitgebreider en gereviseerd. Het stuk heeft zoveel verwantschap met Henry VI part 3 dat het kort nadien moet zijn geschreven. Shakespeares voornaamste bronnen: Hall, Holinshed. |
| The Comedy of Errors        | 1592-1594                     | Gepubliceerd in de First Folio (1623). Opgevoerd in de Gray's Inn op 28 december 1594. Er wordt door sommige onderzoekers verondersteld dat Shakespeare het stuk vóór juli 1593 schreef vanwege een tekstuele verwijzing naar twee strijdende partijen in Frankrijk (France... arm'd and reverted, making war against her heir - III.ii.123-124) die op het moment van schrijven nog geen wapenstilstand hadden gesloten (op 9 juli 1593). Shakespeare putte voor dit stuk vooral uit klassieke bronnen zoals Plautus (Menaechmi en Amphitruo), uit Bijbelteksten (Paulus: Handelingen van de Apostelen, Brief aan de Epheziërs), mogelijk ook uit John Gowers Confessio Amantis (1554). |
| Edward III                  | 1592-1595                     | John Heminges en Henry Condell die de First Folio van 1623 samenstelden namen dit stuk niet op in hun compilatie van toneelstukken van Shakespeare, en het werd evenmin vermeld in Francis Meres' Palladis Tamia uit 1598. Dat zijn ook meteen de twee sterkste argumenten tegen het auteurschap van Shakespeare. De eerste die het toch aan de bard toeschreef was Shakespeare-commentator Edward Capell in Prolusions (1760). Mogelijk heeft Shakespeare slechts een deel geschreven, maar zelfs dat is niet zeker. Het stuk werd ingeschreven in het Stationers' Register op 1 december 1595 en in 1596 werd het door Cuthbert Burby gepubliceerd als The Raigne Of King Edvvard the third: As it hath bin sundrie times plaied about the Citie of London. In 1599 verscheen nog een tweede quarto, maar daar bleef het bij. Behalve Holinshed's chronicles worden ook als bronnen genoemd: Jean Froissart: Chronicles (1523-1525) en William Painter: The Palace of Pleasure Beautified (1575). |
| Titus Andronicus            | 1593-1594                     | Titus Andronicus werd opgevoerd op 24 januari 1594 en ingeschreven in het Stationers' Register op 6 februari van hetzelfde jaar. Publicatie eveneens in 1594. Meres vermeldde het in zijn Palladis Tamia van 1598 als een stuk van Shakespeare. Er bestaan verschillende theorieën over het auteurschap: Shakespeare zou een eerder stuk van George Peele (uit 1589) grotendeels herschreven hebben; of het was helemaal van Shakespeare. Als mogelijke bronnen worden genoemd: het anonieme The History of Titus Andronicus, de Metamorfosen van Ovidius, Seneca's Thyestes, Nashes Christ's Tears over Jerusalem (1593), en (minder waarschijnlijk) ook de Levens van Plutarchus. |
| The Taming of the Shrew     | 1593-1594                     | Ingeschreven op 22 januari 1607 in het Stationers' Register en in de First Folio van 1623 opgenomen. Een stuk met een afwijkende titel, The Taming of a Shrew, werd reeds op 2 mei 1594 ingeschreven in het S.R. en ook datzelfde jaar gepubliceerd. De meningen over dit stuk zijn verdeeld: volgens sommigen gaat het bij A Shrew om een bad quarto van een stuk dat Shakespeare inspireerde tot het schrijven van zijn The Shrew. Anderen denken eerder dat het omgekeerde het geval is, en dat A Shrew een bad quarto-tekst is op basis van Shakespeares stuk. Deze visie wint de laatste jaren veld, zodat The Taming of the Shrew niet later dan 1593 gedateerd kan worden. Er is een opvoering van The Tamynge of A Shrowe bekend die volgens het dagboek van de Engelse zakenman Philip Henslowe zou hebben plaatsgevonden op 11 juni 1594 in het Newington Butts Theatre waar toen zowel Lord Chamberlain's Men (Shakespeares gezelschap) als The Admiral's Men optraden. Belangrijkste bronnen voor het stuk (behalve mogelijk A Shrew: de populaire lange ballade A Merry Jest of a Shrewd and Curst Wife Lapped in Morel's Skin for Her Good Behavior (ca. 1550), George Gascoignes Supposes (1566). |
| The Two Gentlemen of Verona | 1594                          | Deze vroege komedie van Shakespeare werd pas gedrukt uitgegeven in de First Folio van 1623, maar Francis Meres vermeldde het in 1598 reeds als stuk van Shakespeare. Professor Clifford Leech schrijft in de New Arden Shakespeare dat het in twee fasen ontstond (1592 en 1593), en dat het aan de Comedy of Errors zou voorafgaan. Op die manier geeft hij een mogelijke verklaring voor de talrijke tegenstrijdigheden in het stuk zoals het ons nu is overgeleverd. Een datum vroeger dan 1594 blijft echter problematisch. Mogelijk door Shakespeare gebruikte bronnen zijn: Jorge de Montemayors Diana, misschien via de Engelse vertaling van Bartholomew Yong uit 1598 (bestond als manuscript al in 1582), Arthur Brookes gedicht over Romeo en Julia uit 1562, John Lyly's Midas uit 1589. |
| Love's Labour's Lost        | 1594-1595 (revisie 1597)      | Onderzoekers achten het waarschijnlijk dat er eerst een bad quarto van het stuk circuleerde voor het in 1598 werd gepubliceerd (eveneens als quarto). Helaas is er geen exemplaar van overgebleven. In de Palladis Tamia van Meres uit 1598 staat het vermeld als een stuk van Shakespeare, en Meres noemt daarin ook een stuk met de titel 'Loue labours wonne'. Daarover weten we dat er een quarto van werd gepubliceerd in 1593, maar geen enkele kopie is ons overgeleverd. In 1597 werd ter gelegenheid van een opvoering van Love's Labour's Lost aan het hof een lied toegevoegd en de tekst onderging meerdere revisies. Bronnen voor dit stuk zijn niet met zekerheid vast te stellen; mogelijk is er invloed van de commedia dell'arte en van Thomas Nashes toneelstuk Have With You to Saffron Walden (1596). |
| King John                   | 1594-1596                     | Van dit stuk bestaat maar één tekst, en dat is degene die in de First Folio van 1623 is opgenomen. De ontstaansdatum is onzeker. Wat wel vaststaat is dat het al in 1598 bestond, want het is opgenomen in de lijst toneelstukken die Francis Meres aan Shakespeare toeschreef. Er zijn eigenlijk twee verschillende (en strijdige) theorieën over een duidelijk verwant stuk, gedrukt in 1591, met de titel The Troublesome Reign of King John : de ene zegt dat deze tweeakter Shakespeares belangrijkste bron was, de andere dat het hier ging om een minder geslaagde imitatie, een bad quarto, van Shakespeares stuk. In dat laatste geval zou King John gedateerd moeten worden op ca. 1590, maar deze visie wordt slechts door een minderheid verdedigd. Andere bronnen die Shakespeare waarschijnlijk raadpleegde zijn Holinsheds Chronicles (2nd ed. 1587) en The Union of the Two Noble and Illustre Families of Lancaster and York van Edward Hall uit 1548. Ook Acts and Monuments (1570) van John Foxe wordt soms genoemd. |
| Richard II                  | 1595                          | Het stuk werd op 29 augustus 1597 ingeschreven in het Stationers' Register en datzelfde jaar gepubliceerd. Francis Meres vermeldt het als een werk van Shakespeare in zijn Palladis Tamia. Mogelijk werd het opgevoerd in het huis Sir Edward Hoby op 9 december 1595. Een aanwijzing hiervoor is een brief van Hoby waarin hij "K. Richard" vermeldt. Omdat Shakespeare zich waarschijnlijk heeft laten inspireren door Samuel Daniels Civil Wars uit datzelfde jaar kan verondersteld worden dat de compositie van het stuk in 1595 plaatsvond. Andere bronnen van Shakespeare: The Union of the Two Noble and Illustre Families of Lancaster and York van Edward Hall uit 1548, Holinsheds Chronicles (2nd ed. 1587), het anonieme Thomas of Woodstock (ca. 1592), Nashes Christ's Tears Over Jerusalem uit 1593. |
| Romeo and Juliet            | 1595-1596                     | Er werd van Romeo and Juliet een 'bad quarto' gepubliceerd in 1597, en een 'good quarto' in 1599. We weten dat het een stuk van Shakespeare is omdat Francis Meres het in zijn Palladis Tamia van 1598 als zodanig vermeldt. Voor de datering (1595) baseert men zich behalve op astrologische verwijzingen binnen de tekst ook op een fragment waarin verteld wordt over een aardbeving die 'elf jaar eerder', volgens onderzoek in 1584, had plaatsgevonden. Er was echter in 1580 ook een aardbeving in het Nauw van Calais, wat het stuk dan weer tussen The Two Gentlemen of Verona en (het gedicht) The Rape of Lucrece zou plaatsen. Shakespeares bronnen: Arthur Brooke: The Tragical History of Romeus and Juliet (1562), Samuel Daniel: The Complaint of Rosamond (1592), John Eliot: Ortho-epia Gallica (1593), Nashe: Have With You to Saffron Walden (1596). |
| A Midsummer Night's Dream   | 1595-1596                     | Het lijkt erop dat dit stuk speciaal geschreven werd ter gelegenheid van een huwelijk, en de meest voor de hand liggende 'kandidaten' zijn het dubbele huwelijk van de dochters van de graaf van Worcester op 8 november 1596, en het huwelijk dat in februari 1596 voltrokken werd tussen Sir Thomas Berkeley en Elizabeth Carey. In 1598 vermeldde Francis Meres het in zijn lijst met Shakespearestukken, op 8 oktober 1600 werd het ingeschreven in het S.R. en hetzelfde jaar werd het gedrukt. Er zijn geen bronnen bekend waarop Shakespeare zich geïnspireerd zou hebben voor de hoofdplot, die origineel lijkt te zijn. Voor het verhaal over Pyramus en Thisby: Ovidius' Metamorfosen. Andere mogelijke bronnen zijn onder meer Geoffrey Chaucers The Knight's Tale en The Miller's Tale, en ook de Levens van Plutarchus. Verder: Huon of Bordeaux (een vertaling uit het Frans van Lord Berners uit ca. 1533-1542), Thomas Nashes Terrors of the Night (1594), Apuleius' De Gouden Ezel, Reginald Scots Discovery of Witchcraft (1584) e.a. waaronder ook Erasmus' De Lof der Zotheid (mogelijk in het Latijn of in de Engelse vertaling uit 1549).                                                  |
| The Merchant of Venice      | 1596-1597                     | Het stuk werd ingeschreven in het Stationers' Register op 22 juli 1598 en gepubliceerd in 1600. Francis Meres vermeldde het in zijn Palladis Tamia van 1598 als een stuk van Shakespeare. In de tekst staat een fragment over een schip, de St. Andrews,("wealthy Andrews" Act I, scene 1) dat tijdens de Cadiz-expeditie in handen van de vijand kwam. Omdat dit nieuws Engeland op 30 juli 1596 bereikte, lijkt het waarschijnlijk dat het stuk geschreven werd in 1596 of 1597. Als bronnen voor dit stuk worden de volgende opgegeven: Christopher Marlowes The Jew of Malta (ca. 1589), Thomas Nashes Have With You to Saffron Walden (1596), Alexander Silvayns The Orator (in een Engelse vertaling van L. Piot uit 1596). Ook Il Pecorone (1558) van Giovanni Fiorentino en Masuccio Salernitano's Il Novellino (1476) heeft Shakespeare waarschijnlijk geraadpleegd, al dan niet in een Engelse vertaling. |
| Henry IV part 1             | 1596-1597                     | Op 25 februari 1598 werd het opgenomen in het Stationers' Register. Publicatie vond plaats in 1598. Francis Meres vermeldt "Henry the 4" in zijn Palladis Tamia uit 1598 als een stuk van Shakespeare. Bronnen: Holinsheds Chronicles, het anonieme The Famous Victories of Henry V (ca. 1586), het anonieme Richard II (of Thomas of Woodstock) van ca. 1592, mogelijk ook John Stows Chronicles of England uit 1580 en Samuel Daniels Civil Wars uit 1595. |
| The Merry Wives of Windsor  | 1597 (revisie ca. 1600)       | Inschrijving Stationers' Register: 18 januari 1602. Een 'bad quarto' werd gepubliceerd in 1602. Opgenomen in de First Folio van 1623. Pas recentelijk werd de datering van het stuk aangepast: voordien hield men het op 1601-1602, Leslie Hotsons onderzoek (die stelde dat het stuk oorspronkelijk was geschreven voor het Garter Feastin Westminster op 23 april 1597) suggereerde dat het weleens enkele jaren ouder kon zijn. Dat Francis Meres het niet in zijn Palladis Tamia van 1598 opnam ligt mogelijk aan het feit dat het om een productie voor het hof ging die hem onbekend was. Voor het grote publiek werd volgens deze visie omstreeks 1600 een revisie gemaakt (de tekst van de bad quarto), terwijl voor de First Folio de eerdere versie voor het hof werd gebruikt. Bronnen voor het stuk: mogelijk Ovidius' Metamorfosen en verschillende werken van Thomas Nashe. |
| Henry IV part 2             | 1598                          | Inschrijving Stationers' Register: 23 augustus 1600, nog datzelfde jaar als quarto gepubliceerd. Het stuk was niet zo populair als Henry IV part 1 en werd pas herdrukt toen het in 1623 in de First Folio werd opgenomen. Bronnen voor het stuk: Holinshed's Chronicles (1587, 2nd ed.), het anonieme The Famous Victories of Heny V (ca. 1548). Mogelijke bronnen, onder meer: The Union of the Two Noble and Illustre Families of Lancaster and York van Edward Hall uit 1548, en Samuel Daniels Civil Wars (1595). |
| Much Ado about Nothing      | 1598-1599                     | Inschrijving Stationers' Register: 4 augustus 1600. Gepubliceerd in 1600. Werd niet opgenomen in Meres' Palladis Tamia van 1598. Mogelijke bronnen, onder meer: Ariosto's Orlando Furioso (Canto's IV-VI, Engelse vertaling van John Harington in 1591), The Faerie Queene (1590) van Edmund Spenser. |
| Henry V                     | 1599                          | In 1623 opgenomen in de De First Folio. Er bestond ook een bad quarto van die in 1600 werd gepubliceerd door Millington en Busby. The Chronicle History of Henry the fifth werd ingevoerd in het register van de Stationers Company op 14 augustus 1600 door de boekverkoper Thomas Pavier. Het schrijven zelf van het stuk wordt soms gedateerd tussen 27 maart en 28 september 1599, vanwege de allusie die er in Act V wordt gemaakt op de Ierse campagne die Essex onderneemt. Bronnen voor het stuk: Holinsheds Chronicles, Tacitus' Annales, het anonieme The Famous Victories of Henry V (ca. 1586), Nashes Lenten Stuffe uit 1599, mogelijk ook het anonieme The Battle of Agincourt (ca. 1530) en Daniels Civil Wars (1595). |
| Julius Caesar               | 1599                          | Werd in de First Folio van 1623 gepubliceerd. Op 21 september 1599, zo getuigt een Duits reiziger, vond er (waarschijnlijk in de Globe) een voorstelling van Julius Caesar plaats. Het stuk zal niet vroeger geschreven zijn dan 1598, want het kwam niet voor in de lijst die Francis Meres in zijn Palladis Tamia (7 september 1598) opschreef. Shakespeares collega-dramaturg Ben Jonson lijkt scène III.ii.104-105 te parafraseren in zijn Every Man Out of His Humor (1599), evenals de anonieme auteur van Wisdom of Doctor Dodipoll (1600). Bronnen die Shakespeare raadpleegde: de Levens van Plutarchus in de Engelse vertaling van North: The Lives of Caesar, Brutus, Antony, and Cicero (1579), het toneelstuk van Nashe met de titel Summer's Last Will and Testament dat in 1592 werd opgevoerd, e.a. |
| As You Like It              | 1599                          | Eerste publicatie in de First Folio van 1623. Het Stationers' Register vermeldt op 4 augustus 1600 "to be staied", er zou nog een opvoering volgen. Geen vermelding in Meres' Palladis Tamia van 7 september 1598. Bronnen die Shakespeare kan geraadpleegd hebben: het meermaals herdrukte Rosalynde (1590), een prozaromance van Thomas Lodge waar Shakespeare het liefdesverhaal over Rosalind en Orlando uit afleidde; Nashes Pierce Penniless (1592); mogelijk ook het anonieme Sir Clymon and Sir Clamydes (ca. 1570). |
| Hamlet                      | 1600-1601                     | |
| Twelfth Night               | 1600-1601                     | |
| Troilus and Cressida        | 1600-1602                     | |
| All's Well That Ends Well   | 1602-1603                     | |
| Measure for Measure         | 1604                          | |
| Othello                     | 1604                          | |
| King Lear                   | 1605                          | |
| Macbeth                     | 1606                          | |
| Antony and Cleopatra        | 1606-1607                     | |
| Coriolanus                  | 1607-1608                     | |
| Timon of Athens             | 1607-1608                     | |
| Pericles                    | 1607-1608                     | |
| Cymbeline                   | 1609-1610                     | |
| The Winter's Tale           | 1610-1611                     | |
| The Tempest                 | 1611                          | |
| Henry VIII                  | 1612-1613                     | |
| Cardenio                    | 1612-1613                     | |
| The Two Noble Kinsmen       | 1613                          | |